# Liste der Kulturdenkmäler in Dierfeld
In der Liste der Kulturdenkmäler in Dierfeld sind alle Kulturdenkmäler der rheinland-pfälzischen Ortsgemeinde Dierfeld aufgeführt. Grundlage ist die Denkmalliste des Landes Rheinland-Pfalz (Stand: 10. August 2023).

## Einzeldenkmäler
| Bezeichnung   | Lage             | Baujahr                    | Beschreibung | Bild                           |
| ------------- | ---------------- | -------------------------- | --- | ------------------------------ |
| Haus Dierfeld | an der K 28 Lage | Mitte des 16. Jahrhunderts | ehemals befestigtes Hofgut; Wohnhaus mit oktogonalem Treppenturm, um die Mitte des 16. Jahrhunderts, Kapelle, um 1700; kleiner Familienfriedhof mit hölzernem Kruzifix | weitere Bilder Fotos hochladen |